# 神戶波多比亞飯店

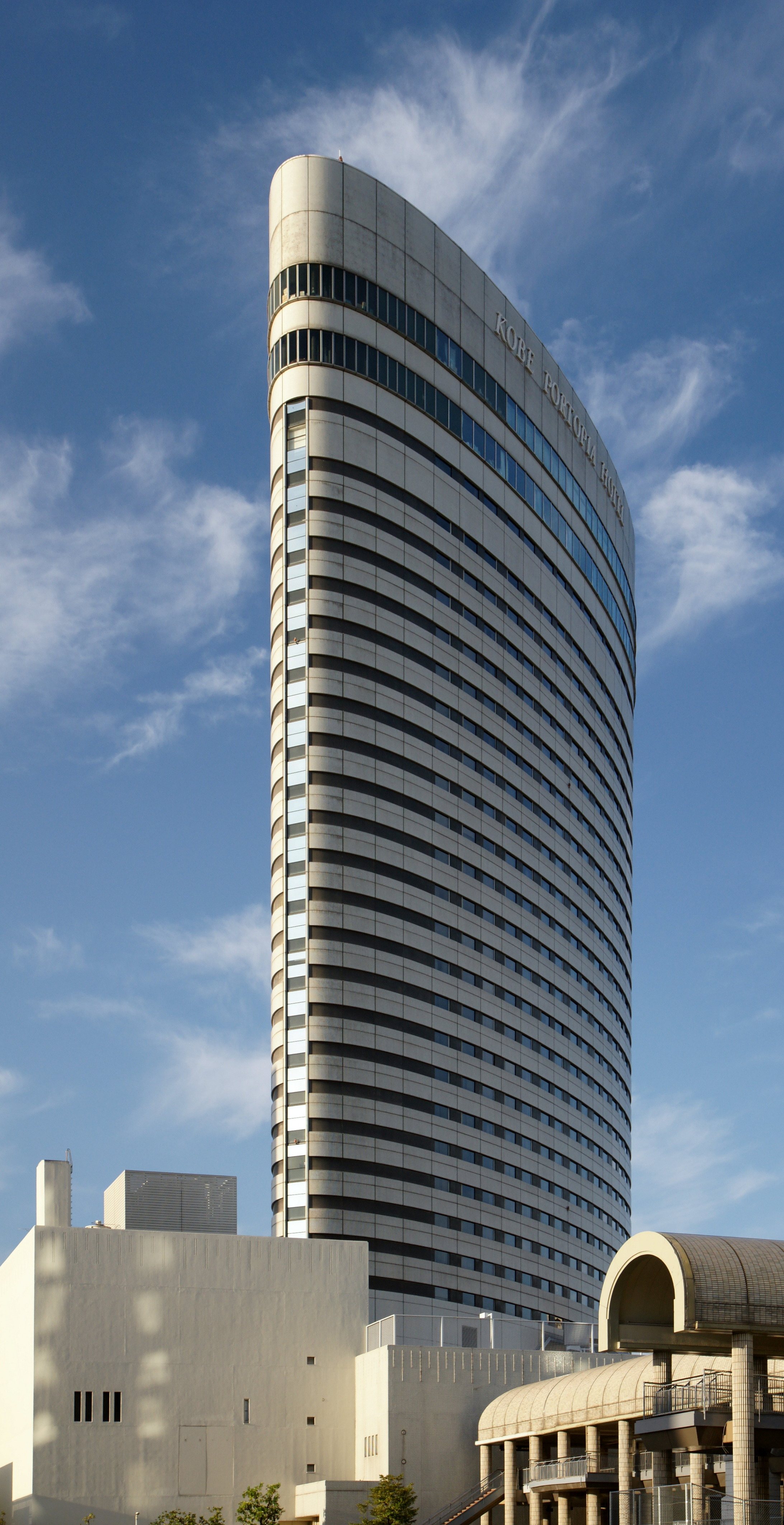

神戶波多比亞飯店（日语：神戸ポートピアホテル、こうべポートピアホテル）是位於日本兵庫縣神戶市中央區港灣人工島的一座飯店。這座飯店開業於1981年，是神戶市具代表性的飯店之一，高32層，在開業當時是西日本規模最大的酒店之一。

## 外部連結
- 神戸ポートピアホテル （页面存档备份，存于）